# أوقفوا أسلمة أمريكا
أوقفوا أسلمة أمريكا (SIOA)، وتعرف أيضا باسم مبادرة الدفاع عن الحرية الأمريكية، هي منظمة أمريكية ضد المسلمين، مؤيدة لإسرائيل وهي معروفة في المقام الأول بسبب حملاتها الإعلانية المثيرة للجدل، والمعادية للإسلام. وصفت المنظمة بأنها متطرفة وتتبع اليمين المتطرف. أضاف مركز قانون الحاجة الجنوبي (SPLC) المنظمة إلى قائمة مجموعات الكراهية المعادية للمسلمين.
تأسست SIOA في عام 2010 من قبل قياداتها الحالية، باميلا جيلر والكاتب روبرت سبنسر، بناء على طلب من أندرس جرافيرس بيدرسن، زعيم «أوقفوا أسلمة أوروبا»، وتعد المنظمة هي التابع الأمريكي لها. أطلقت المنظمة حملات إعلانية في المناطق الحضرية وأنظمة النقل العام، بما في ذلك في مدينة نيويورك وعارضت بيت قرطبة، وهو مركز إسلامي مقترح في مانهاتن قرب موقع مركز التجارة العالمي في عام 2010. في عام 2016، قاموا بعمل إعلانات في سان فرانسيسكو تدعو لإنهاء مساعدة الولايات المتحدة الأمنية للسلطة الوطنية الفلسطينية.

## الأيديولوجية
تشير منظمة SIOA إلى نفسها بأنها منظمة لحقوق الإنسان وتعزيز حرية التعبير، حرية الضمير والمساواة في الحقوق. على الرغم من ذلك فقد تم وصف أيديولوجيتها بأنها معادية للإسلام من قبل باحثين سياسيين وتاريخيين ومصادر أخبار وقيادات دينية ومنظمات مراقبة مجموعات الكراهية.

## وصلات خارجية
- الموقع الرسمي